# Nguyễn Công Thành
Nguyễn Công Thành (ur. 17 listopada 1999) – wietnamski zapaśnik walczący w stylu klasycznym. Srebrny medalista igrzysk Azji Południowo-Wschodniej w 2019. Pierwszy na mistrzostwach Azji Południowo-Wschodniej w 2023 i drugi w 2022. Piąty na mistrzostwach Azji kadetów w 2016 roku.